# The Needs of Commerce: Manufacturing Paper Money
The Needs of Commerce: Manufacturing Paper Money è un cortometraggio muto del 1915. Non si conosce il nome del regista del film, un documentario prodotto dalla Edison.

## Trama
Trama e descrizione del film di Moving Picture World synopsis in (EN)  su IMDb

## Produzione
Il film fu prodotto dalla Edison Company sotto la direzione del Dipartimento del Tesoro degli Stati Uniti.

## Distribuzione
Distribuito dalla General Film Company, il film - un cortometraggio in una bobina - uscì nelle sale cinematografiche USA il 16 febbraio 1915.